# عبير قاسم حمزة

هوية الشابة عبير الجنابي وهي صادرة عن مديرية الأحوال المدنية العراقية

عبير قاسم حمزة الجنابي (19 آب 1991 - 12 آذار 2006) فتاة عراقية كانت تبلغ من العمر أربعة عشر عاماً من بلدة المحمودية جنوب بغداد حين تعرضت لاغتصاب جماعي ثم القتل على يد جنود أمريكيين الذين قتلوا قبل ذلك كل من أمها وأبيها وشقيقتها الصغرى التي تبلغ من العمر 5 سنوات في أذار/مارس 2006.

## الجريمة
الجنود الأمريكيون المتهمون الذين أدين 4 منهم حتى الآن هم بول كورتيز، وجيسي سبيلمان وجيمس باركر وستيفن جرين وبريان هوارد. وهم جميعا من أفراد الفرقة 101 المنقولة جواً التي كانت تتخذ من معسكر فورت كامبل مقرَّا لها.
وُجّهت اتهامات للجنود الخمسة فيما يتصل بالهجوم منذ ذلك الحين. وحكم على أربعة منهم بالسجن لمدد تتراوح بين خمسة و110 أعوام. حيث حكم على جيسي سبيلمان بالسجن لمدة 110 أعوام وحكم على بول كورتيز بالسجن 100 عام بعد تجنيبه عقوبةَ الإعدام بسبب إقراره بارتكاب الجريمة. كما حكم على جيمس باركر بالسجن 90 عاماً  فيما يواجه الخامس وهو ستيفن غرين حكم الإعدام، ولكن في 19 فبراير 2014 عثر على ستيفن غرين منتحرا في زنزانتهِ في أمريكا.

### تعليق بعض الجنابيين
قال فاضل الجنابي أحد شيوخ الجنابيين تعليقاً على عقوبات المغتصبين إن العقوبات إهانة لشرف العراق، ورفضَ سمير صبري الجنابي تلك الأحكام قائلاً إنه وفقاً لاعرافنا العشائرية، كان يجب أن يٌقتلَ هذا الجندي ويُصلبَ وذلك جزاؤه الذي يستحقه، وقال الشيخ عمّاش الربيعي أحد شيوخ عشيرة ربيعة في المحمودية، لن يرضى العراقيون بحكم أخف من الموت، لم يعبأ الأمريكيون بشرف العراق، هذا الجندي كلب ومحتلّ وقد انتهك الحرمات، ويجب أن يموت ليكون عبرة لأصحابهِ والموت جزء قليل مما يستحق.

## وصلات خارجية
- لمشاهدة مقطع من تقرير عن الجريمة للبي بي سي